# Хохотуй (станція)
Хохотуй (рос. Хохотуй) — станція Читинського регіону Забайкальської залізниці Росії, розташована на дільниці Заудинський — Каримська між станціями Толбага (відстань — 23 км) і Бада (24 км). Відстань до ст. Заудинський — 210 км, до ст. Каримська — 435 км.